# Atemptats contra les ambaixades estatunidenques de Kenya i Tanzània
Els atemptats contra les ambaixades estatunidenques de Kenya i Tanzània foren uns atacs ocorreguts el 7 d'agost del 1998 que provocaren més de dos centenars de morts per les explosions, gairebé simultànies, de dos camions bomba a dues ambaixades estatunidenques a ciutats de l'Àfrica oriental, la de Dar es Salaam (Tanzània) i l'altra a Nairobi (Kenya).
Els atacs, que es varen atribuir a membres locals del Gihad Islàmic, foren instigats per Ossama bin Laden i Ayman al-Zawahirí i la seva organització terrorista Al-Qaida l'atenció del públic americà per primer cop, i resultat fent que l'FBI col·loqués a bin Laden en la seva llista dels deu fugitius més buscats. L'FBI també connectà l'atac a l'Azerbaidjan, ja que es realitzaren una seixantena de trucades via telèfon per satèl·lit entre bin Laden a còmplices a la capital Bakú. Fazul Abdullah Mohammed i Abdullah Ahmed Abdullah foren atribuïts com a autors intel·lectuals dels atemptats.

## Motivació i preparació

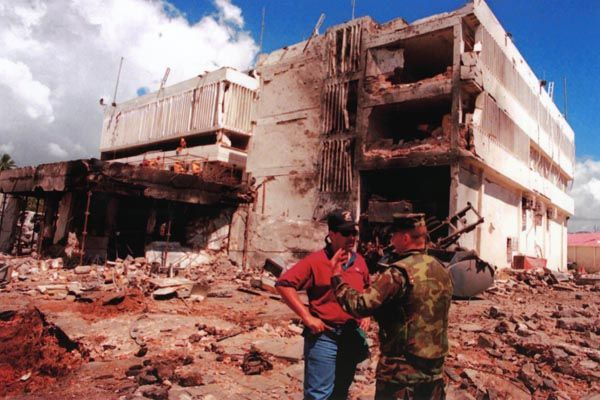
Aspecte de l'ambaixada dels EUA a Dar es Salaam, Tanzània després de l'atemptat suïcida d'al-Qaida

És àmpliament acceptat que els atemptats foren una revenja deguda a la implicació americana en l'extradició, i suposades tortures, de quatre membres del Gihad Islàmic Egipci que havien estat arrestats a Albània com a sospitosos d'una sèrie d'assassinats a Egipte durant els dos mesos previs als atacs. Entre juny i juliol, Ahmad Isma'il'Uthman Saleh, Ahmad Ibrahim al-Sayyid al-Naggar, Shawqi Salama Mustafa Atiya i Mohamed Hassan Tita foren deportats d'Albània a Egipte, amb la cooperació dels Estats Units; els quatre homes van ser acusats de participar en l'assassinat de Rifaat el-Mahgoub, així com una trama posterior contra el mercat Khan al-Khalili del Caire. El mes següent, s'emeté un comunicat advertint als Estats Units que una s'estava preparant una "resposta" era preparada a revenja a la seva interferència. Tanmateix, la 9/11 Comissió reclamacions d'Informe que les preparacions van començar poc després que bin Laden emeté la seva fàtua del febrer del 1998.

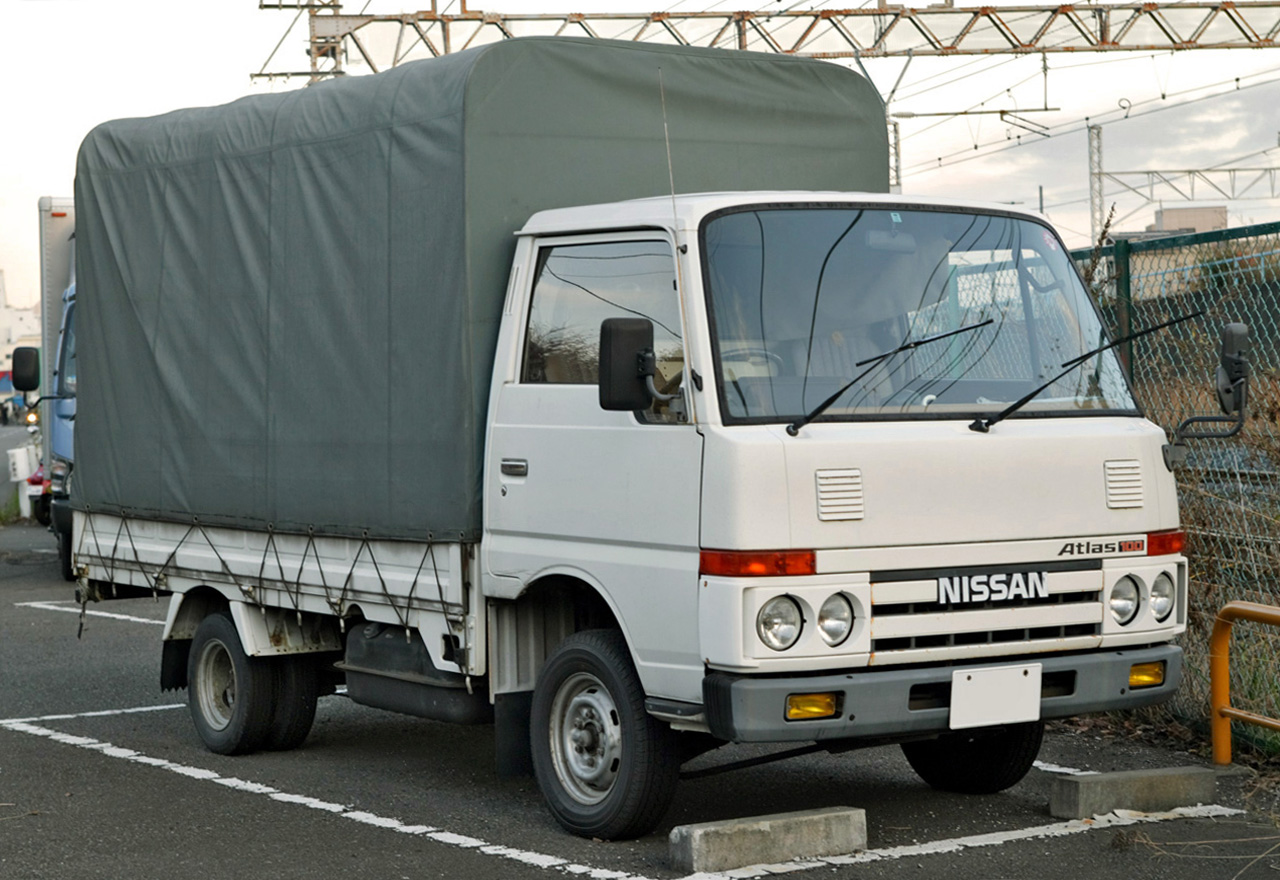
Un camió Nissan Atlas, similar a l'utilitzat en l'atemptat de Dar es-Salaam

Segons el periodista Lawrence Wright, l'operació de Nairobi va ser anomenada amb el nom de la Kaba sagrada de La Meca; l'atac de Dar es Salaam s'anomenà Operació al-Aqsa per l'emblemàtica mesquita d'Al-Aqsa de Jerusalem, però "cap tenia una connexió òbvia a les ambaixades nord-americanes a l'Àfrica. Bin Laden va dir inicialment que els llocs havien estat blanc d'atacs degut a la "invasió" de Somàlia; descrivint un pla nord-americà per dividir el Sudan, que deia que s'estava tramant a l'ambaixada de Nairobi. També va dir als seus seguidors que el Genocidi de Ruanda havia estat planejat a les dues ambaixades americanes." Wright conclou que l'objectiu real de bin Laden era "atraure els Estats Units cap a l'Afganistan, el qual molt de temps s'havia anomenat com “el cementiri dels Imperis”.
El maig del 1998, els artífexs de l'atemptat s'instal·laren a una casa aïllada a Nairobi per a muntar una bomba al garatge. Sheikh Ahmed Salim Swedan va adquirir un camió Toyota Dyna de color beix a Nairobi i un camió refrigerat Nissan Atlas a Dar es Salaam. S'usaren sis barres metàl·liques per a fer una gàbia a la part posterior de l'Atlas per a ficar-hi la bomba.
En ambdues accions, Mohammed Odeh supervisà la construcció de les bombes d'uns 900kg. S'estimà que la bomba de Nairobi contenia entre 400 i 500 cilindres de trinitrotoluè (de la mida d'una llauna de refresc), nitrat d'amoni, pólvores d'alumini i cordó detonant. Els explosius van ser empaquetats en vint caixes de fusta especialment dissenyades que foren segellades i llavors col·locades al terra dels camions. Muhsin Musa Matwalli Atwah feu passar un cable des de la bomba a un conjunt de bateries a la part posterior de la cabina del camió i després a un interruptor detonador sota del quadre de comandament. La bomba de Dar es Salaam tenia una configuració lleugerament diferent: el TNT va ser subjectat a quinze tancs d'oxigen i dipòsits de gas, envoltats amb quatre bosses de fertilitzant nitrat d'amoni i bosses de sorra per incrementar i dirigir la potència de l'explosió.
Es planificaren els atacs el 7 d'agost, el vuitè aniversari de l'arribada de tropes americanes a Aràbia Saudita durant les primeres etapes de la Guerra de Golf Pèrsic, probablement una elecció per Ossama bin Laden.

## Atacs i baixes

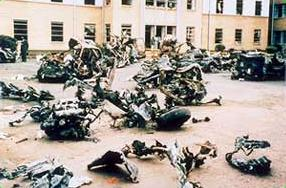
Restes de l'atemptat a Nairobi

Entre les 10:30 AM i 10:40 AM hora local (3:30–3:40 AM EST) del 7 d'agost, els artificiers suïcides dins dels camions bomba amb els explosius van aparcar al costat de les ambaixades a Dar es Salaam i Nairobi, i en detonaren l'artefacte gairebé simultàniament. 213 persones foren mortes a l'explosió de Nairobi, i 11 a Dar es Salaam. Els registres sismològics analitzats després dels atemptats conclogueren l'ús d'entre 3 i 17 tones de material explosiu. Tot i que els atacs van ser dirigits a instal·lacions estatunidenques, la immensa majoria de baixes foren ciutadans locals d'ambdós països africans; morint-hi dotze ciutadans estatunidencs, incloent dos empleats de la CIA a l'ambaixada de Nairobi, Tom Shah i Molly Huckaby Hardy, i un marine, el Sergent Jesse Aliganga, una Guàrdia de Seguretat Marina a l'ambaixada de Nairobi.
Mentre que el Azzam va conduir el Toyota Dyna de pressa cap a l'ambaixada de Nairobi juntament amb Mohamed Rashed Daoud Al-Owhali, guàrdia de seguretat local Benson Okuku Bwaku se n'adonà i obrí la porta immediatament – i va disparar quan es negaren a seguir les seves instruccions. Al-Owhali llançà una granada atordidora als guàrdies de l'ambaixada abans de sortir del vehicle i fugir. Ossama bin Laden més tard oferí l'explicació que Al-Owhali tenia la intenció de saltar del camió i disparar als guàrdies per netejar el camí pel camió, però que es deixà la seva pistola al camió i subsegüentment va córrer fora. Tan Bwaku radioed a Correu Marí Un per còpia de seguretat, el camió va detonar.
Després dels atacs un grup autoanomenat "Liberation Army for Holy Sites" s'atribuí l'autoria dels atacs. Els investigadors americans creuen que fou una enganyifa utilitzada pel Gihad Islàmic Egipci, qui fou qui realment perpetrà l'atac.

## Conseqüències i resposta internacional

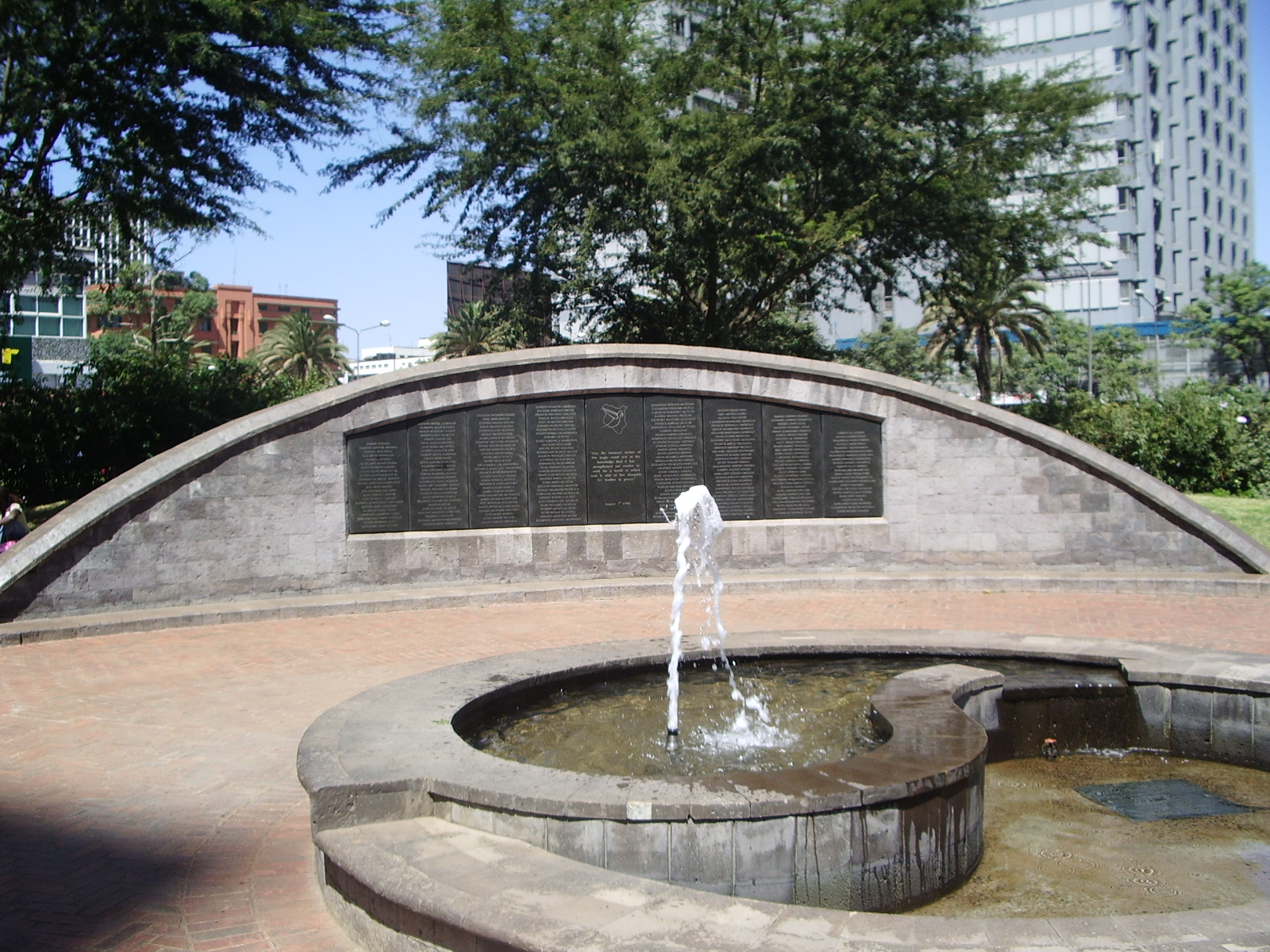
Monument al lloc de l'ambaixada de Nairobi, 2007

En resposta als atemptats, el President Bill Clinton va ordenar l'operació Infinite Reach, una sèrie d'atacs amb míssils de creuer contra objectius situats al Sudan i Afganistan el 20 d'agost del 1998.
Al Sudan els míssils van destruir la fàbrica farmacèutica d'Al-Shifa, on es fabricaven pràcticament la meitat dels medicaments humans i veterinaris del Sudan. L'administració Clinton argüí que hi havia àmplies proves que la planta produïa armes químiques, però una investigació minuciosa després dels bombardejos amb míssils va revelar que la informació d'intel·ligència era falsa.
La Solució 1189 del Consell de Seguretat de les Nacions Unides Resolució condemnà els atacs en les ambaixades.
Ambdues ambaixades foren fortament danyades i s'hagué de reconstruir l'ambaixada de Nairobi canviant la seva ubicació a la carretera on també hi ha l'Oficina de Nacions Unides a Nairobi per propòsits de seguretat.
Els mesos següents als atacs, l'Oficina Estatal de Seguretat Diplomàtica adscrita al Departament d'Estat va afegir Kenya al seu Programa d'Assistència Antiterrorista (Antiterrorism Assistance Program, ATA), iniciat originalment el 1983.
Aquesta addició fou en gran manera una formalitat per reafirmar el compromís dels Estats Units per a combatre el terrorisme a Kenya, tot i això va provocar l'inici d'una activa campanya antiterrorista bilateral entre els Estats Units i Kenya. El govern dels Estats Units també incrementà ràpidament i permanentment l'ajuda monetaria a Kenya. Els canvis immediats van incloure una partida de 42 milions de dòlars especialment adreçada a les víctimes kenyanes.

## Acusacions
Després de la investigació es formalitzà una acusació amb càrrecs contra 21 persones presumptament implicades amb els atacs. Divuit dels casos han estat resolts.
| Nom                            | Resolució                                                                        |
| ------------------------------ | -------------------------------------------------------------------------------- |
| Ossama bin Laden               | Executat a Abbottabad, Pakistan el maig 2011 (vegeu mort d'Ossama bin Laden)     |
| Muhammad Atef                  | Executat a Kabul, Afganistan el novembre 2001                                    |
| Ayman al-Zawahirí              | Fugitiu                                                                          |
| Saif al Adel                   | Fugitiu                                                                          |
| Mamdouh Mahmud Salim           | Complint cadena perpètua als Estats Units                                        |
| Abdullah Ahmed Abdullah        | Fugitiu                                                                          |
| Muhsin Musa Matwalli Atwah     | Executat a Naghar Kalai, Pakistan l'abril del 2006                               |
| Khalid al Fawwaz               | Complint cadena perpètua als Estats Units                                        |
| Wadih el-Hage                  | Complint cadena perpètua als Estats Units                                        |
| Anas al-Liby                   | Va morir el 2014 mentre esperava judici als Estats Units                         |
| Ibrahim Eidarous               | Va morir el 2008 durant un arrest domiciliari al Regne Unit                      |
| Adel Abdel Bari                | Complint condemna de 25 anys als Estats Units                                    |
| Fazul Abdullah Mohammed        | Executat a Mogadiscio, Somàlia per tropes de govern somali el 8 de juny del 2011 |
| Ahmed Mohammed Hamed Ali       | Executat a Pakistan el 2010                                                      |
| Mohammed Sadeek Odeh           | Complint cadena perpètua als Estats Units                                        |
| Mohamed Rashed Daoud Al-Owhali | Complint cadena perpètua als Estats Units                                        |
| Mustafa Mohamed Fadhil         | Executat a l'Afganistan.                                                         |
| Khalfan Khamis Mohamed         | Complint cadena perpètua als Estats Units                                        |
| Ahmed Khalfan Ghailani         | Complint cadena perpètua als Estats Units                                        |
| Fahid Mohammed Ally Msalam     | Executat al Pakistan el gener del 2009                                           |
| Sheikh Ahmed Salim Swedan      | Executat al Pakistan el gener del 2009                                           |